# Katastrofa wulkanu Toba

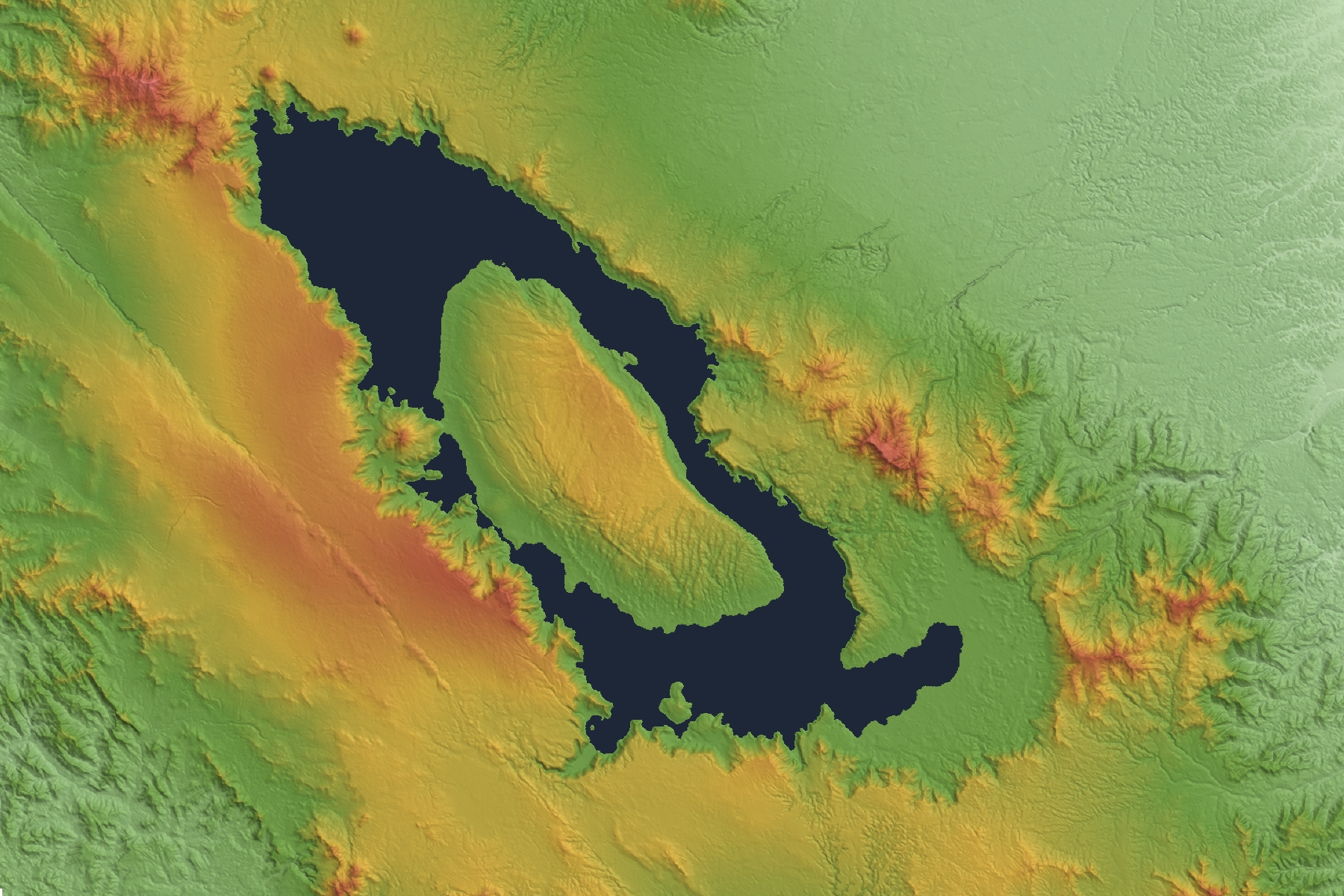
Mapa reliefowasrtm jeziora Toba położonego w kalderze po erupcji superwulkanu; długość jeziora widocznego na mapie wynosi około 100 km, a szerokość ok. 30 km

Katastrofa wulkanu Toba – erupcja superwulkanu, która miała miejsce około 75 tys. lat temu w miejscu dzisiejszego jeziora Toba na Sumatrze w Indonezji. Była to jedna z największych znanych erupcji na Ziemi. Teoria katastrofy Toba utrzymuje, że to wydarzenie spowodowało globalną wulkaniczną zimę trwającą od sześciu do dziesięciu lat i być może trwający 1000 lat epizod ochłodzenia klimatu.
W 1993 roku dziennikarka naukowa Ann Gibbons zauważyła, że w ewolucji gatunku ludzkiego wąskie gardło wystąpiło około 70 tysięcy lat temu, i zasugerowała, że było to spowodowane erupcją wulkanu Toba. Geolog Michael R. Rampino z New York University i wulkanolog Stephen Self z University of Hawaii w Manoa poparli jej sugestie. W 1998 r. teorię wąskiego gardła rozwinął antropolog Stanley H. Ambrose z University of Illinois w Urbanie i Champaign. Jakkolwiek sam fakt wybuchu nie budzi kontrowersji, to jego związek z efektem wąskiego gardła w ewolucji człowieka, jak i teoria globalnego ochłodzenia po tym wybuchu są jednak bardzo kontrowersyjne. Wydarzenie w Toba jest jedną z najdokładniej zbadanych supererupcji .

## Supererupcja
Wybuch wulkanu miał miejsce w obecnej lokalizacji jeziora Toba w Indonezji, około 75 000 ± 900 lat temu (według datowania metodą argonowo-potasową)   (niektóre źródła wskazują przedział 73 880 ±320 lat temu). Erupcja ta była ostatnią i największą z czterech erupcji Toba w okresie czwartorzędu, dającą się również zdiagnozować na podstawie pozostałości najmłodszych opadów popiołów wulkanicznych w tufie Toba  . Szacowany wskaźnik eksplozywności tej erupcji wynosił 8 (jest to najwyższy poziom spośród wszystkich znanych erupcji na Ziemi). Wybuch znacząco przyczynił się do powstania kaldery, której kompleks ma obecnie rozmiary około 100 × 30 km. Ekwiwalentna objętość wyrzuconych w wyniku wybuchu skał (DRE – dense rock equivalent) szacuje się na 2-3 tysiące km³ – (najczęstszym oszacowaniem DRE jest 2800 km³, czyli około 7×1015 kg – 7000 mld ton), z czego ok. 800 km³ opadło na ziemię w postaci popiołu.
Masa wyrzucona przez wulkan była 100 razy większa niż największa erupcja wulkanu w najnowszej historii – erupcja góry Tambora w Indonezji w 1815 r., która spowodowała „Rok bez lata” w 1816 r. na półkuli północnej. Popioły z Toby osiadły w całej Azji Południowej warstwą grubości 15 cm. Popiół wulkaniczny osiadł również w Oceanie Indyjskim, Morzu Arabskim i Morzu Południowochińskim. Głębinowe rdzenie wydobyte z Morza Południowochińskiego rozszerzyły znany zasięg erupcji, co sugeruje, że szacowanie DRE na 2800 km³ jest wartością minimalną lub nawet niedoszacowaną.

## Modele zimy wulkanicznej i globalnego ochłodzenia

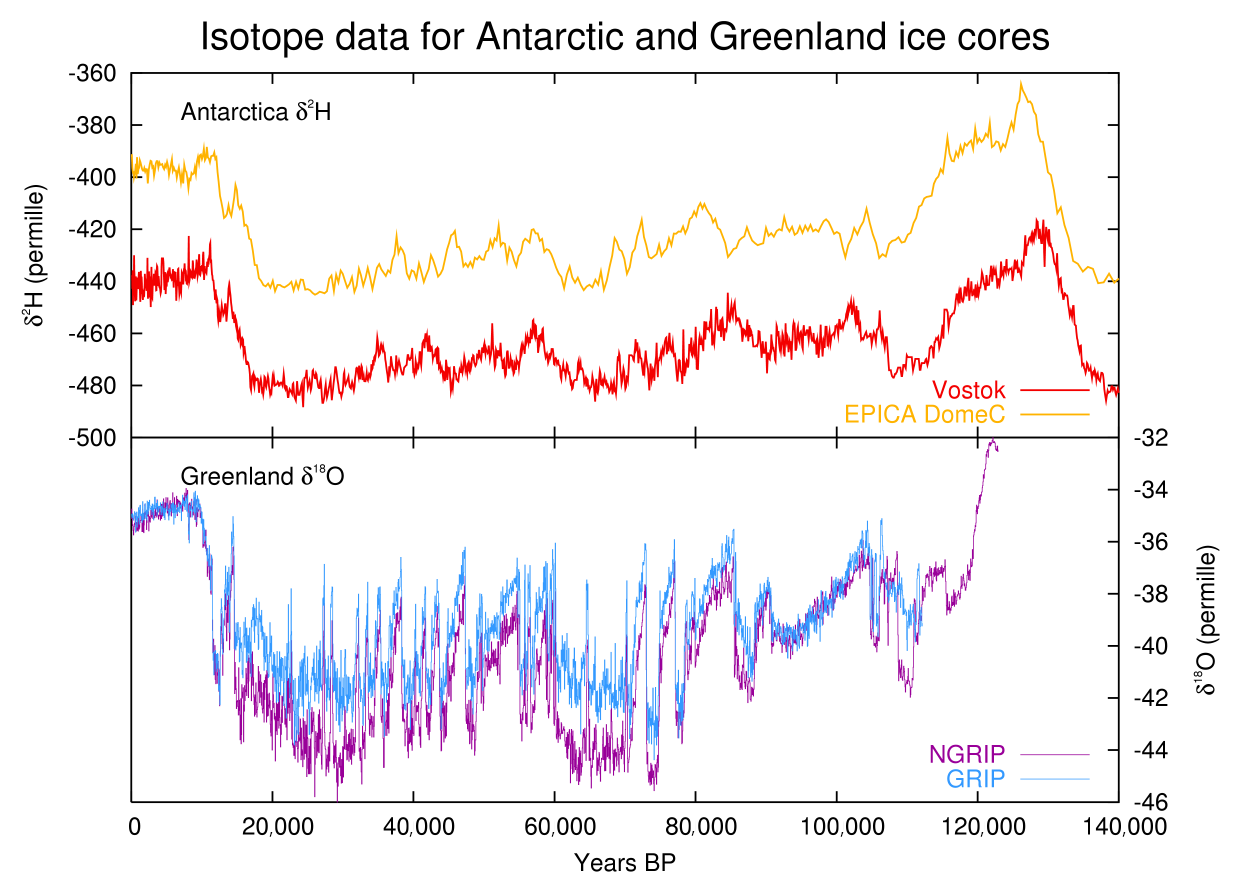
Zawartość izotopów w rdzeniach lodowych pobranych na Antarktydzie (δ^{2}H, wykres górny) i na Grenlandii (δ^{18}O, wykres dolny) na przestrzeni ostatnich 140 tys. lat; na dolnym wykresie widoczne wyraźne obniżenie ok. 75 tys. lat temu.

Geolog Michael R. Rampino i wulkanolog Stephen Self twierdzą, że erupcja spowodowała „krótkie, dramatyczne ochłodzenie lub «wulkaniczną zimę»”, co spowodowało spadek średniej globalnej temperatury powierzchni o 3–5 °C. Badania rdzeni lodowych Grenlandii wskazują na 1000-letni okres obniżonego współczynnika δ18O (wyraźnie widoczny na wykresie obok) i zwiększonego osadzania się pyłu bezpośrednio po erupcji. Erupcja mogła spowodować ten 1000-letni okres niższych temperatur (stadiał), z którego dwa stulecia można by tłumaczyć utrzymaniem się obciążenia stratosferycznego po wybuchu Toba. Rampino i Self twierdzą, że globalne ochłodzenie już trwało w momencie erupcji, ale proces był powolny; tuf z Toba mógł wywołać dodatkowy impuls, który spowodował przyspieszenie zmian w kierunku ochłodzenia klimatu. Chociaż Clive Oppenheimer odrzuca hipotezę, że wybuch wywołał ostatnie zlodowacenie (podobnie jak Robock ), ale zgadza się, że mógł on być odpowiedzialny za tysiąc lat chłodnego klimatu przed 19. cyklem Dansgaard–Oeschger.
Według Alana Robocka, który również publikował artykuły o nuklearnej zimie, erupcja wulkanu Toba nie przyspieszyła ostatniego okresu lodowcowego. Jednak, przy założeniu emisji 6 mld ton dwutlenku siarki, jego symulacje komputerowe wykazały, że maksymalne globalne chłodzenie wynoszące około 15 °C występowałoby przez trzy lata po wybuchu i że ochłodzenie trwać mogło dziesięciolecia, niszcząc życie . Ponieważ gradient wilgotnoadiabatyczny wynosi 4,9 °C/1000 m dla temperatur powyżej zera, to linia drzew i linia śniegu znajdowałaby się około 3000 metrów niżej, niż obecnie. Klimat poprawił się w ciągu kilku dziesięcioleci, a Robock nie znalazł dowodów na to, że 1000-letni okres chłodów obserwowany w zapisach rdzenia lodowego Grenlandii był wynikiem erupcji Toba. Natomiast Oppenheimer uważa, że szacunki spadku temperatury powierzchni o 3–5 °C są prawdopodobnie zbyt wysokie, i sugeruje, że temperatury spadły tylko o 1 °C. Robock skrytykował analizę Oppenheimera, argumentując, że opiera się ona na uproszczonych relacjach standaryzacji .
Pomimo tych różnych szacunków naukowcy zgadzają się, że supererupcja Toba musiała doprowadzić do bardzo rozległych osadów warstw popiołu i wprowadzenia do atmosfery ogromnej ilości szkodliwych gazów, co miało wpływ na pogodę i klimat całego globu. Ponadto dane z rdzeni lodowych Grenlandii pokazują nagłą zmianę klimatu w tym czasie, choć nie ma zgody na hipotezę, że erupcja bezpośrednio spowodowała 1000-letni zimny okres obserwowany na Grenlandii lub wywołała ostatnie zlodowacenie .

### Dane fizyczne zaprzeczające hipotezie o zimie wulkanicznej
Naukowcy kierowani przez Christine Lane z University of Cambridge w 2013 roku, donieśli o znalezieniu mikroskopijnej warstwy szklistego popiołu wulkanicznego w osadach jeziora Malawi i ostatecznie powiązali popiół z supererupcją Toba sprzed 75 tys. lat. Zbadawszy glinki okrzemkowe z przewagą Aulacoseira, nie stwierdzili zmian w składzie osadu, czego można się spodziewać po ostrej wulkanicznej zimie. Doszli do wniosku, że największa znana erupcja wulkanu w historii gatunku ludzkiego nie wpłynęła znacząco na klimat Afryki Wschodniej , co wywołało krytykę ze strony Richarda Robertsa.
Lane wyjaśniła: „Przeanalizowaliśmy preparaty mikroskopowe w odstępach 2 mm, odpowiadających rozdzielczości poniżej dekady, a skany fluorescencji rentgenowskiej wykonywane w odstępach 200 µm odpowiadają rozdzielczości poniżej roku. Nie zauważyliśmy też wyraźnych zmian w składzie osadu, czy proporcji żelaza i tytanu w nim zawartych, co sugeruje, że bezpośrednio po wybuchu wulkanu Toba nie doszło do przemieszania się warstw wody z powodów termicznych” . W 2015 r. Nowe badanie klimatu Afryki Wschodniej potwierdziło wniosek Ch. Lane, że „nie było znaczącego ochłodzenia związanego z wulkanem Toba”.

## Teoria genetycznego efektu wąskiego gardła

### Wąskie gardło w ewolucji człowieka
Erupcja Toba została powiązana z genetycznym wąskim gardłem w ewolucji człowieka około 70 tys. lat temu  , co mogło wynikać z poważnego zmniejszenia liczebności całej populacji ludzkiej ze względu na skutki klimatyczne erupcji na całym świecie. Zgodnie z genetyczną teorią wąskiego gardła, między 100 a 50 tys. lat temu liczba ludności gwałtownie spadła do 3–10 tys.  Potwierdzają to niektóre dowody genetyczne sugerujące, że dzisiejsi ludzie pochodzą od bardzo małej populacji od tysiąca do 10 tysięcy par rodziców, która istniała około 70 tys. lat temu.
Zwolennicy teorii genetycznego wąskiego gardła (w tym Robock) sugerują, że erupcja Toba spowodowała globalną katastrofę ekologiczną, w tym zniszczenie roślinności oraz poważną suszę w pasie lasów tropikalnych i w regionach monsunowych. Na przykład 10-letnia zima wulkaniczna wywołana erupcją mogła w dużym stopniu zniszczyć źródła żywności dla ludzi i spowodować znaczne zmniejszenie liczebności populacji . Te zmiany środowiskowe mogły powodować wąskie gardła populacji wielu gatunków, w tym hominidów.
Inne badania podają w wątpliwość związek między wybuchem Toba a wąskim gardłem genetycznym. Na przykład starożytne kamienne narzędzia w południowych Indiach znaleziono zarówno powyżej, jak i poniżej grubej warstwy popiołu z wybuchu Toba i były bardzo podobne na tych warstwach, co sugeruje, że chmury pyłu z wybuchu nie zniszczyły lokalnej populacji. Dodatkowe badania archeologiczne z południowych i północnych Indii sugerują również brak dowodów na wpływ erupcji na lokalne populacje, co prowadzi autorów tych badań do wniosku, że „wiele form życia przeżyło supererupcję, w przeciwieństwie do innych badań sugerujących znaczące wymieranie gatunków i wąskie gardła genetyczne”. Jednak dowody z analizy pyłków roślin sugerują przedłużające się wylesianie w Azji Południowej, a niektórzy badacze sugerują, że erupcja Toba mogła spowodować utrwalenie w populacji Homo sapiens nowych strategii adaptacyjnych, które mogły pozwolić im na zastąpienie neandertalczyków i „innych archaicznych gatunków ludzkich” .
Dodatkowe zastrzeżenia obejmują trudności w oszacowaniu globalnego i regionalnego wpływu erupcji na klimat oraz brak rozstrzygających dowodów na erupcję poprzedzającą wąskie gardło. Co więcej, badania genetyczne sekwencji Alu rozsianych w całym genomie ludzkim wykazały, że efektywna wielkość populacji wynosiła 1,2 mln lat temu poniżej 26 tys. osób, najprawdopodobniej zaś około 18,5 tysiąca. Jak zauważają Huff i współpracownicy, jest to bardzo mała liczebność, biorąc pod uwagę szeroki zasięg występowania gatunku, podobna bądź nieznacznie tylko większa od współczesnych liczebności szympansów czy goryli, a więc człekokształtnych o ograniczonym zasięgu. Badacze proponują dwa możliwe wyjaśnienia otrzymanego wyniku: powtarzające się epizody efektu wąskiego gardła bądź konkurencję ze strony innych przedstawicieli rodzaju Homo, okresowo lokalnie wypierających przodków dzisiejszego człowieka .

### Wąskie gardła w ewolucji innych ssaków
Niektóre dowody wskazują na genetyczne wąskie gardła u innych zwierząt po erupcji Toba. Populacje szympansa zwyczajnego z Afryki Wschodniej , orangutana borneańskiego , populacji makaka królewskiego z dzisiejszych środkowych Indii , geparda i tygrysa  – wszystkie odrodziły się z bardzo niskiej liczby około 70–55 tys. lat temu.
Szacuje się, że rozdzielenie pul genów jądrowych wschodnich i zachodnich goryli nizinnych miało miejsce około 77,7 tys. lat temu .

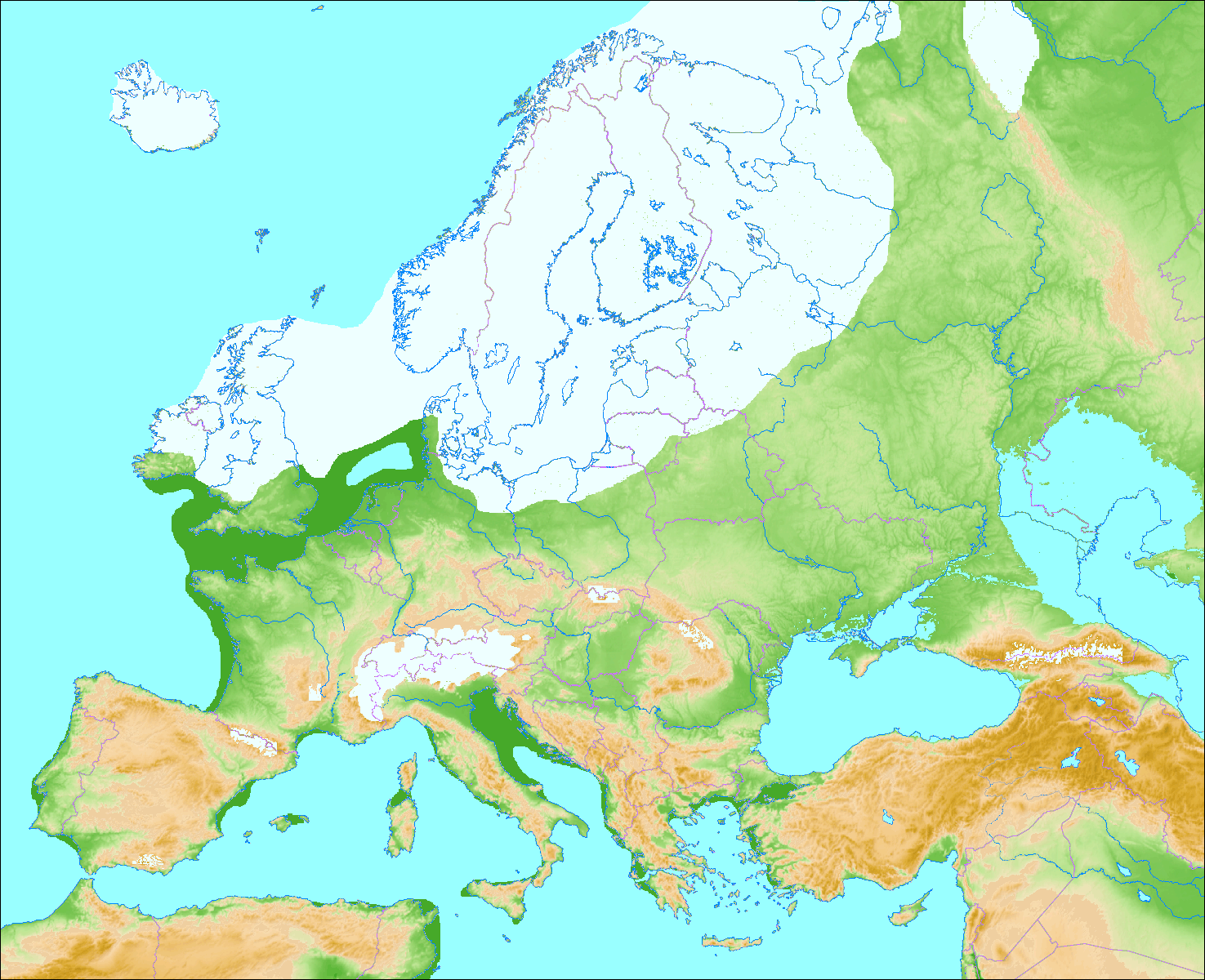
Zasięg zlodowacenia Wisły (ok. 70–20 tys. lat temu) na obszarze Europy

## Migracja po erupcji Toba
Dokładny rozkład geograficzny populacji ludzkich i ich cech anatomicznych w czasie erupcji nie jest znany, a populacje, które przeżyły, mogły mieszkać w Afryce, a następnie migrować do innych części świata. Analizy mitochondrialnego DNA oszacowały, że główna migracja z Afryki miała miejsce 60–70 tys. lat temu, co jest w przybliżeniu zgodne z datą erupcji Toba około 75 tys. lat temu.

## Krytyka
Badanie przeprowadzone przez Chada Yosta i współpracowników z rdzeni pobranych z dna z jeziora Malawi z okresu supererupcji Toba nie wykazało dowodów na wulkaniczną zimę; twierdzą oni, że wybuch ten nie miał wpływu na ludzi w Afryce. W opinii Johna Hawksa wyniki te potwierdzają dowody z wielu badań, że erupcja nie miała znaczącego wpływu na klimat ani żadnego wpływu na ludzką populację.